# Кинда
Кинда (на арапском: كندة) је назив краљевства које је основало племе Кинда, племе о чијем постојању сведоче извори из 2. века п. н. е. Киндаити су основали краљевину у Наџду у централној Арабији за разлику од организоване државе Јемен; њени краљеви вршили су утицај над низом повезаних племена више помоћу свог личног угледа него путем принудног наметања власти.Њихова прва престоница био је град Карјат Дат Кахил, данас познат као Карјат ел Фав.
У Киндаити су били политеисти до 6. века нове ере, уз постојање доказа о ритуалима посвећеним идолима Атхтар и Кахил који се налазе у њиховој древној престоници на југо-централној Арабији (данашњо Саудијској Арабији). Није јасно да ли су се преобратили у јудаизам или су остали пагани, али постоји јаки археолошки докази да су међу племенима у Ду Нувас принудом током владавине јеврејских краљева када су покушали да сузбију хришћанство у Јемену. Они су прешли на ислам средином 7. века и одиграли кључну улогу у арапском освајања свог окружења, иако су нека под-племена била проглашена отпадницима током риде након смрти Мухамеда.

## Порекло
Древни јужноарапски натписи помиње досељавање племена у Наџду које се зове ктд (Муснад: 𐩫𐩵𐩩), које је имало краља званог рбˁт (Рабиах) од дв твр-м (људи од Таврна) који су се заклели на верност краљу Сабе и ДУ Раидану. Пошто су каснији арапски генолози траг о Киндаха племену тражили код особе зване Тавр ибн Укаир, модерни историчари су закључили да је ово рбˁт дв тврм (Рабиах од људи из Тавра) мора бити краљ Кинда (кдт); у Муснад натпису напоменуто је да је он краљ оба ктд (Киндах) и кхтн (Кахтан). Они су идрали главну улоги у рату између Химјара и Хадрамаута. Након победе Химјара, огранак Киндах је утврдио у региону Мариб, док је већина Кинда остала у својим земљама у централној Арабији.
Први класични аутор који је споменуо Кинду био је византијски амбасадор Ноносос, који је послат од стране цара Јустинијана I у то подручје средином 6. века. Он се односи на људе на грчком позантих као Киндинои (грчки: Χινδηνοι), а помиње да су и племе Мадинои (Μααδηνοι, арапски: Ма'ад) два најважнија племена у тој области у погледу територије и бројности. Он назива краља Кинда Каисос (Κάισος, арапски: Кајс) нећака Аретаса (Ἀρέθας, арапски: Хатрих).

## Односи са Химјаром
Када су се неки од Кинда вратили у Јемен у 4. веку, Химјар је био на врхунцу своје моћи, пошто је анектирао Хадрамут, последњег ривала јужноарапске краљевствине. Кинде су имали историјску заваду са Хадрамутским племенима на југу Вадија, па су се населили у Северномј Хадрамуту и добили власт над том региону од стране Химијара. Неки арапски историчари сматрају да је од тог тренутка Киндах постао део Химијарског племенског савеза.

### Експанзија према Северној Арабији
У 5. веку, племена Северне Арабијe је постала су главна претња трговини на линији између Јемена и Сирије. У Химијар је зато одлучио да оснује вазалну државу која ће контролисати путеве ка средњој и северној Арабији. Краљевство Кинда је стекло снагу и бројеве како би могло да играју ту улогу, а у 425 . године у Химјарски краљ Хасан ибн Амр ибн Туба начинио је Хујр Акил Ал-мурар ибн 'Амр првим краље (Хуџр) од Кинда.

### Рат са Лахмидима
У то време Гасаниди, Лахмиди и Кинде су били Калани и Кахтани, вазалне краљевине чије су владаре постављали Византијци, Персијанци и Химјар како би заштитили своје границе и своје империјалне интересе од упада тада у успону племена Аднани које се показало веома опасним. У 5. и 6. века Киндa улагала велики напор како би у једну песницу ујединила сва племена централне Арабије кроз савезе, и била фокусиран на ратове са Лакхмидима. Ал-Хатрих ибн 'Амр, најпознатији од њихових краљева, коначно је успео да заузме престоницу Лакхмида Ал-Хиру у јужном делу данашњег Ирака. Касније, међутим око 529, лахмидски краљ Eл Мундхир поново заузелo град и погубио краља Хартиха и око педесет чланова краљевске породице.

### Пад Химјара
Године 525, у Аксумити су извршили инвазију Химјара, и овај Киндитес, имао домино ефекат на Кинде који су изгубили подршку Химјара. У року од три године Кинда краљевство је подељено у четири групе: Асад, Тагхлиб, Кајс анд Кинанах а на челлу сваке од њих се налазио по један принц Кинде. Ове мале "кнежевине" су затим срушене у низу устанака током 530-тих и 540-тих година од стране "Аднани племена из Наџд и Хиџаз.

## Имру ел Лајс
Међу најпознатијим Киндама је Имру ел Кајс, који је био не само син једног од последњих Кинда краљева (и безуспешно покушао да обнови краљевство свог оца), али и најистакнутији пре исламски арапски песник. То је догодило током Ал-Кајсовог времена, 540-тих година, када су Лахмиди уништили сва насеља Кинда у Наџду, присиљавајући већину њих да се преселе у Јемен. Кинде и већина арапских племена заменили су своје савезе савезом са Лахмидима.

## Прелазак на јудаизам
Кинде су прешле у јудаизам након конверзије Химиаритских краљева у касном 5. веку. Међутим, Кинди је јудаизам био ослабљен успоном хришћанских Аксумита у Јемену око 525. године.

## Потомци Кинда
Данас, већина људи чији су Кинде били преци живе у Јемену, Оману, Арабији, Јордану, и Уједињеним Арапским Емиратима.